# 伊達村候
伊達 村候（だて むらとき）は、江戸時代中期の大名。伊予国宇和島藩5代藩主。別名は村房、村隆、政教など多数。官位は従四位下・遠江守、大膳大夫、左近衛権少将。農地制度を鬮持 (くじもち) 制から高持制にあらためた。

## 生涯
享保10年（1725年）、4代藩主・伊達村年の長男として誕生した。母は伊達吉村の娘・富子。幼名は伊織。享保8年（1723年）生まれとも言われる。享保20年（1735年）、父の死去により跡を継ぐ。
外祖父の仙台藩主・伊達吉村（寛保3年（1743年）に隠居）から偏諱を受け村候と名乗る。寛延2年（1749年）、新たに仙台藩主となっていた伯父の伊達宗村が、本家を蔑ろにする行為が不快であるとして、村候を老中・堀田正亮に訴える。村候は、宇和島藩伊達家が仙台藩伊達家の「末家」ではなく「別家」であるとして従属関係を否定し、自立性を強めようとしていた。具体的には、前述のように仙台藩主から偏諱を受けた「村候」の名を改めて「政徳」と名乗ったり、「殿様」ではなく仙台藩主と同様の「屋形様」を称したり、仙台藩主への正月の使者を省略したり、本家伊達家と絶交状態にあった岡山藩池田家と和解したりした。堀田正亮・堀川広益は両伊達家の調停にあたった。堀田は仙台藩伊達家を「家元」と宇和島藩伊達家を「家別レ」とするといった調停案を示した。これらの調停の努力もあり、表面的には同年中に両伊達家は和解に達した。しかし、その後も両伊達家のしこりは残った。
藩政においては、享保の大飢饉において大被害を受けた藩政を立て直すため、窮民の救済や倹約令の制定、家臣団25か条の制定や軍制改革、風俗の撤廃や文武と忠孝の奨励を行なうなど、多彩な藩政改革に乗り出した。宝暦4年（1754年）からは民政3か条を出して民政に尽力し、延享2年（1745年）からは専売制を実施する。宝暦7年（1757年）12月には紙の専売制を実施し、寛延元年（1748年）には藩校を創設するなどして、藩政改革に多大な成功を収めて財政も再建した。
しかし、天明の大飢饉を契機として再び財政が悪化し、藩政改革も停滞する。その煽りを食らって、晩年には百姓一揆と村方騒動が相次いだ。そのような中で寛政6年（1794年）9月14日（異説として10月20日）に70歳で死去し、跡を四男・村寿が継いだ。法号は大隆寺殿羽林中山紹興大居士。
教養人としても優れた人物で、「楽山文集」、「白痴篇」、「伊達村候公歌集」などの著書を残した。また、晩年には失敗したとはいえ、初期から中期まで藩政改革を成功させた手腕は「耳嚢」と「甲子夜話」で賞賛されている。

## 系譜
- 父：伊達村年（1705年 - 1735年）
- 母：富子（徳子） - 伊達吉村の三女
- 正室：護姫 - 鍋島宗茂の娘

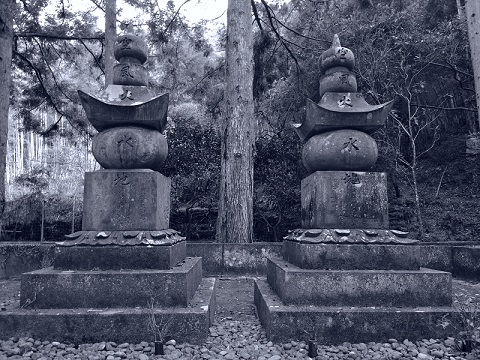
伊達村候（右側）と正室・護姫の墓（金剛山大隆寺）

  - 女子：於貞 - 井伊直尚と婚約したが直尚死去、丹羽長貴正室のち離縁、植村家利正室
  - 四男：伊達村寿（1763年? - 1836年）
  - 五男：少次郎 - 夭折
- 側室：田中氏
  - 長女：藤 - 夭折
  - 次女：栄 - 阿部正陳と婚約するが死去
  - 長男：伊達徳輝 - 子・伊達寿光（伊達宗城養父）
  - 次男：山口直清（1759年 - 1798年） - 山口直承の養子、伊達宗城・伊達宗孝の祖父
  - 三男：伊達徳元
  - 六女：寛 - 牧野貞喜正室
  - 六男：九十郎 - 夭折
  - 七男：藤三郎 - 夭折
- 側室：細川氏
  - 四女：久
  - 五女：新
- 側室：木原氏
  - 七女：初
- 側室：深沢氏
  - 八女：富 - 花山院愛徳正室、松平直恒継室
  - 九女：錬 - 夭折
  - 八男：桜田壽忠 - 家臣桜田親賢を継ぐ
  - 九男：桜田壽恕 - 家臣桜田数馬親仙を継ぐ
- 養子
  - 女子：直 - 小笠原信房正室、堀川広益の娘
  - 女子：操 - 夭折、伊達徳風の娘